# Neuer jüdischer Friedhof (Údlice)
Koordinaten: 50° 26′ 36″ N, 13° 27′ 44,2″ O

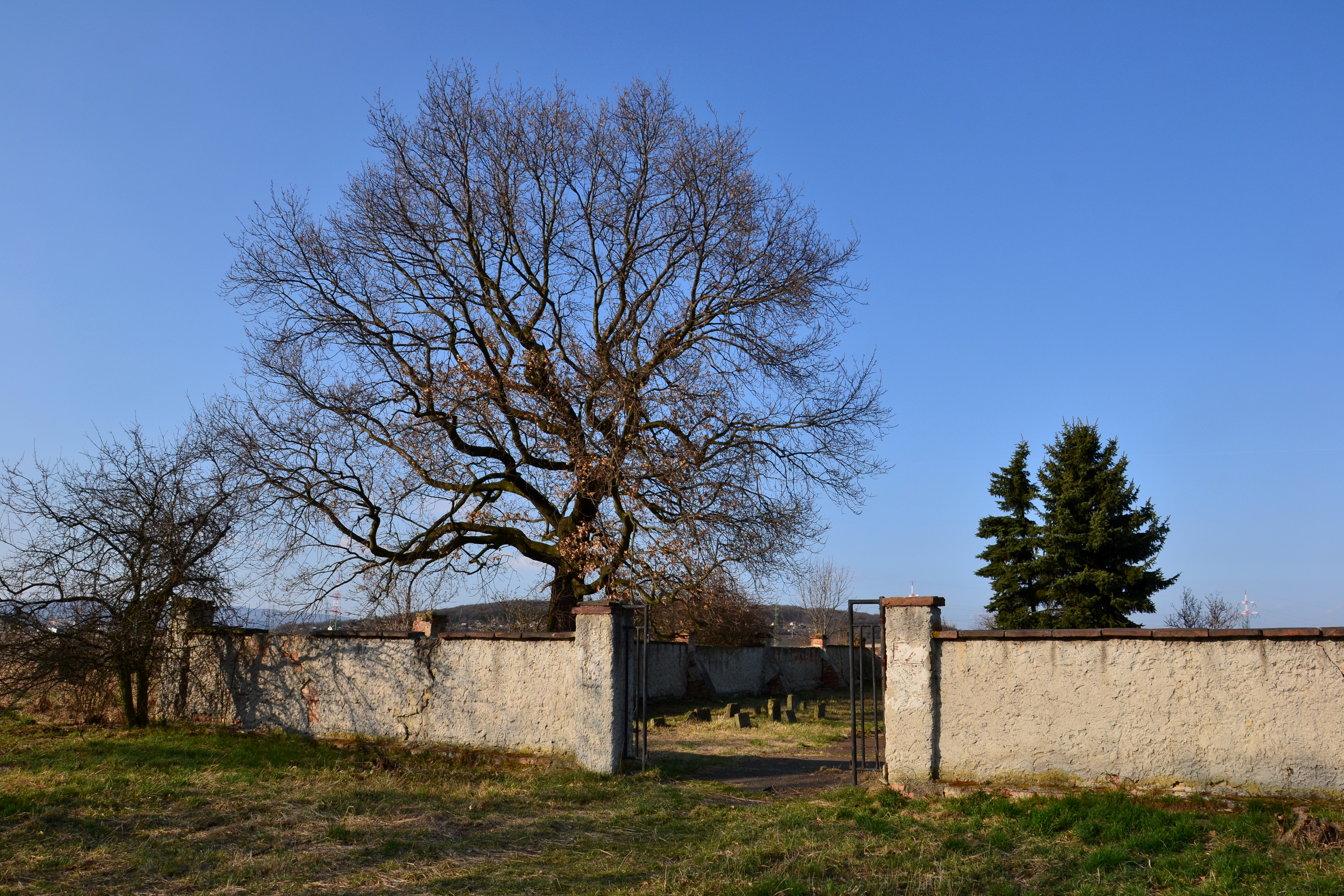
Der Neue jüdische Friedhof in Údlice

Der Neue jüdische Friedhof in Údlice (deutsch Eidlitz), einer Gemeinde im Okres Chomutov in Tschechien, wurde um 1865 angelegt.
Der alte jüdische Friedhof, wohl im 16. Jahrhundert errichtet, befand sich am nördlichen Rande des Ortes. Hier fanden bis in die 1870er Jahre Bestattungen statt.